# Herbert E. Brekle
Herbert Ernst Brekle (* 11. Juni 1935 in Stuttgart; † 6. Mai 2018 in Regensburg) war ein deutscher Typograph und Sprachwissenschaftler. Er wirkte unter anderem als Professor für Allgemeine Sprachwissenschaft an der Universität Regensburg.

## Leben
Herbert Brekle war evangelisch und wurde als Sohn von Maria, geborene Kühfuß, und Ernst B. Brekle, einem Maurermeister, in Stuttgart geboren. Er machte eine Schriftsetzerlehre und arbeitete von 1951 bis 1957 als Schriftsetzer, Korrektor und Drucker. Er absolvierte 1958 das Abitur und studierte von 1958 bis 1963 Anglistik und Romanistik (sowie Philosophie) an der Universität Tübingen, wo er 1963 zum Doktor der Philosophie promoviert wurde. 1969 erfolgte die Habilitation ebenfalls an der Universität Tübingen, an der er zu dieser Zeit als wissenschaftlicher Assistent am Seminar für Englische Philologie bei Hans Marchand tätig war; in den Jahren 1967–69 wurde er durch ein Habilitationsstipendium der Deutschen Forschungsgemeinschaft gefördert.
Im Jahr 1969 folgte Brekle dem Ruf auf den Lehrstuhl für Allgemeine Sprachwissenschaft an der Universität Regensburg, den er bis zu seiner Emeritierung 2001 innehatte. 1974 bis 1975 nahm er eine Gastprofessur an der McGill University in Montréal (Kanada) wahr, eine weitere folgte zehn Jahre später an der Université de Paris VII (1984–85). Von 1984 bis 1986 übte Brekle überdies das Amt des Vorsitzenden der Deutschen Gesellschaft für Sprachwissenschaft aus.
Neben seiner akademischen Tätigkeit war Brekle auch in der Politik aktiv, wo er verschiedene Ämter bekleidet hat: 1960–61 hatte er den Vorsitz des AStA und des Landesverbandes Baden-Württemberg des Verbandes Deutscher Studentenschaften inne. Von 1972 bis 1978 und erneut 1990 bis 1996 war Brekle Mitglied des Rates der Stadt Regensburg sowie von 1978 bis 1982 Mitglied des Bezirkstages der Oberpfalz. Zwischen 1978 und 1986 fungierte er zudem als Vorsitzender der Kreisgruppe Regensburg des Bundes Naturschutz in Bayern.
Seit 1961 war er mit Jutta Brekle, geborene Wagner, verheiratet, mit der er zwei Kinder (Barbara und Mathias) hatte.

## Forschung und Projekte
Hauptarbeitsgebiete Brekles waren Semantik, Wortbildungstheorie, Geschichte der Sprachwissenschaft, Schriftforschung und Typographie.
- Editionsreihe Grammatica universalis, 20 Bde., Stuttgart 1966–1990
- DFG-Projekt ad hoc-Nominalkomposition 1977–82, Dokumentation in Regensburger Mikrofiche-Materialien 0012, Regensburg 1983
- DFG-Projekt Bio-bibliographisches Handbuch zur Sprachwissenschaft des 18. Jahrhunderts im deutschsprachigen Raum (zus. mit E. Dobnig-Jülch, H.-J. Höller, H. Weiß), 8 Bde., Tübingen 1982–95

## Veröffentlichungen (Auswahl)
- als Hrsg.: Grammatica universalis. 20 Bände. 1966–1983.
- als Mitherausgeber: Linguistische Arbeiten. Niemeyer, Tübingen.
- als Mitherausgeber: Linguistik und Didaktik. Fink-Verlag, Paderborn.
- Generative Satzsemantik im System der englischen Nominalkomposition. 2. Auflage. München 1976, ISBN 3-7705-1021-6.
- Semantik. Eine Einführung in die sprachwissenschaftliche Bedeutungslehre. München 1972, ISBN 3-7705-1181-6.
- Einführung in die Geschichte der Sprachwissenschaft. Darmstadt 1985, ISBN 3-534-08130-7.
- Die Antiqualinie von ca. -1500 bis ca. +1500. Untersuchungen zur Morphogenese des westlichen Alphabets auf kognitivistischer Basis. Münster 1994, ISBN 3-89323-259-1.
- Die Prüfeninger Weiheinschrift von 1119. Eine paläographisch-typographische Untersuchung. Scriptorium Verlag für Kultur und Wissenschaft, Regensburg 2005, ISBN 3-937527-06-0.